# Jesus, Take the Wheel
(Carrie Underwood - Jesus, Take the Wheel)
Jesus, Take the Wheel è il secondo singolo estratto dall'album di debutto Some Hearts della cantante statunitense Carrie Underwood.

## Classifiche
| Classifica (2005/2006)                          | Posizione massima |
| ----------------------------------------------- | ----------------- |
| U.S. Billboard Hot Country Songs                | 1                 |
| U.S. Billboard Hot 100                          | 20                |
| U.S. Billboard Pop 100                          | 36                |
| U.S. Billboard Hot Adult Contemporary Tracks    | 23                |
| U.S. Billboard Hot Christian Adult Contemporary | 3                 |
| U.S. Billboard Hot Christian Songs              | 4                 |
| Canadian Radio & Records Country Singles        | 1                 |